# Élection présidentielle vénézuélienne de 2018
Une élection présidentielle vénézuélienne a lieu de manière anticipée le 20 mai 2018 afin de permettre l'élection en un seul tour du président de la république bolivarienne du Venezuela.
Le président en exercice Nicolás Maduro l'emporte avec 67,8 % des voix et une participation de 46 % au cours d'un scrutin pour lequel une partie de l'opposition appelait au boycottage, tout en dénonçant les conditions d'organisation du scrutin.

## Contexte
Le 5 mars 2013, le président Hugo Chávez meurt des suites d'un cancer, quatre mois après avoir été réélu pour un quatrième mandat face à Henrique Capriles Radonski. Le vice-président, Nicolás Maduro, assure l'intérim puis est élu le 14 avril de peu face à Capriles.
Le 6 décembre 2015, après des manifestations en cours depuis 2014, l'opposition de la MUD remporte les législatives.
En avril 2016, l'opposition de la MUD signe une pétition de 2 millions de signatures, dont 600 000 seront cependant rejetées après vérification par les autorités électorales, en faveur d'un référendum pour le révoquer de sa fonction présidentielle, pour demander un référendum révocatoire à l'encontre du président Nicolás Maduro. Le 2 août 2016, le Conseil national électoral valide cette première étape. En septembre 2016, la commission électorale annonce que le scrutin n'aurait pas lieu avant janvier 2017, empêchant ainsi la tenue d'une élection anticipée. Le 20 octobre 2016, le Conseil national électoral suspend le processus.
Le 25 octobre 2016, le Parlement, contrôlé par l'opposition, vote en faveur d'un procès en destitution à l'encontre du président Maduro. Ce dernier dénonce alors un « coup d'État parlementaire », la révocation du président par le Parlement n'étant pas prévue par la constitution, même s'il existe une procédure pour manquements au devoir de sa charge.
Le 28 octobre 2016, l'opposition organise une grève générale afin d'obtenir le départ de Nicolas Maduro. En décembre, elle se retire du dialogue amorcé par l’entremise de l'Unasur et du Vatican pour trouver un accord de résolution de la crise politique. Début janvier 2017, Julio Borges, nouveau président de l'Assemblée nationale du Venezuela, en appelle à l'armée « face à un gouvernement passé de l'autoritarisme à la dictature ».
Le 29 mars 2017, la Cour suprême s'octroie le pouvoir législatif et révoque l'immunité des députés. Le président de l'Assemblée nationale, Julio Borges, dénonce alors un « coup d'État ». Le 31 mars, Luisa Ortega, à la tête du parquet national, conteste également la décision. Cela fait également l'objet d'un tollé auprès de la communauté internationale. Le 1er avril 2017, le Tribunal suprême de justice annule les deux décrets, tandis que l'opposition appelle à de nouvelles manifestations.
Le 1er mai 2017, Maduro convoque une Assemblée nationale constituante chargée de rédiger une nouvelle constitution, ce qui provoque de nouvelles protestations de la part de l'opposition. En réaction, le ministre brésilien des Affaires étrangères dénonce un « coup d'État ». Les élections de l'Assemblée constituante se tiennent le 30 juillet.
Ensuite, les manifestations baissent progressivement en intensité.
Deux mois après avoir remporté les élections régionales et s'appuyant sur une décision de l'Assemblée constituante, le président vénézuélien Nicolás Maduro déclare que les partis ayant boycotté et appelé au boycott des élections municipales, ce qui est le cas de certains partis de la MUD, n'auraient pas le droit de participer à la présidentielle.
Le 23 janvier 2018, l'Assemblée nationale constituante vénézuélienne décide que la présidentielle, initialement prévue en décembre 2018, soit organisée avant le 30 avril 2018. Henry Ramos Allup, secrétaire général d'Action démocratique et membre de la MUD, affirme que sa coalition pourrait organiser des primaires présidentielles en « quatre à cinq semaines ». Pour sa part, Maduro déclare que « si ça ne tenait qu’à moi, l’élection aurait lieu dimanche prochain ». Cette décision a été critiquée par les États-Unis.
Le 25 janvier 2018, le Tribunal suprême de justice interdit à la MUD de participer au scrutin, tout en autorisant les partis la composant mais ayant boycotté les municipales, comme Action démocratique et Primero Justicia à se réenregistrer en vue de l'élection. Cette exclusion s'appuie sur l’article 32 de la Loi sur les partis politiques qui interdit qu’une coalition puisse présenter un candidat si un ou plusieurs de ses partis ayant boycotté les élections précédentes ne se réinscrit pas auprès du Conseil national électoral (CNE)[réf. souhaitée]. En réaction, le président français Emmanuel Macron dénonce une « dérive inacceptable » tout en réclamant de nouvelles sanctions contre le régime, puis le ministre vénézuélien des Affaires étrangères Jorge Arreaza dénonce des propos « inacceptables » et un « acte hostile et inamical ».
Le 7 février 2018, le Conseil national électoral fixe la présidentielle au 22 avril 2018. Ceci est dénoncé par les pays membres du groupe de Lima.
Le 22 février 2018, la MUD annonce boycotter le scrutin.
Le 28 février 2018, la date butoir pour enregistrer les candidatures est reportée au 1er mars, à la demande d'Henri Falcón. À l'issue de ce délai, le scrutin est à son tour reporté au 20 mai 2018, mais la date d'enregistrement n'est pas décalée une deuxième fois, et un accord entre Falcón et le gouvernement vénézuélien prévoit la demande à l'ONU pour envoyer une mission d'observation et d'audit du scrutin, mais aussi l'accès aux médias publics et privés à tous les candidats de manière équitable et la poursuite de l'enregistrement des Vénézuéliens de l'étranger sur les listes électorales. Les élections des conseils législatifs des États doivent avoir lieu le même jour.

### Analyses
Pour Félix Seijas, directeur de l'institut de sondage Delphos « Le chavisme a des chances de remporter cette élection. Si l'opposition ne fait pas les bons choix, millimétrés, les possibilités que Maduro remporte ce scrutin, même sans tricher, existent ».
Pour le cabinet de conseil libéral Eurasia Group, « Le président Nicolas Maduro va fortement manipuler les règles du jeu afin de s'assurer de sa réélection, même en ayant recours à la fraude si nécessaire, faisant de la rue le moyen le plus sûr pour un changement de régime ». Pour sa part, Luis Salamanca, pense que malgré des « conditions injustes, c'est sur le terrain électoral que se trouvent les principales opportunités de provoquer des [changements] politiques majeurs ». Eurasia Group ajoute que « La façon dont Maduro organise les élections va conduire à un plus grand isolement international, mais le gouvernement est clairement disposé à en payer le coût, si cela lui permet de se maintenir au pouvoir ».
Pour la politologue Francine Jacome, « c'est clairement la victoire de Maduro qui se dessine », puisque selon elle l'opposition manque d'une « vraie direction », nombre de ses dirigeants, comme Henrique Capriles Radonski et Leopoldo López, sont privés de droits politiques leur permettant de se présenter au scrutin, notamment à cause de scandales de corruption pour le premier,. Elle ajoute que le gouvernement « cherche à donner une apparence de légitimité à ce vote, surtout face à la communauté internationale. L'accord [conclu avec Falcón le [1er mars] complique encore plus la stratégie de l'opposition. Cela prouve que [les autorités] ont fabriqué un candidat d'opposition sur mesure ».
Jeremy Hunt, secrétaire d'État des Affaires étrangères du Royaume-Uni, a déclaré à ce propos : « Il est clair qu’après des élections profondément défectueuses, où furent interdites la participation des candidats de l’opposition, où les urnes furent bourrées de faux bulletins et où le recompte fut entaché d’irrégularités, Nicolás Maduro n’est pas le dirigeant légitime du Venezuela ».
Pour l'analyste Luis Salamanca, « Ce sont des élections de façade, sur-mesure pour le gouvernement. Ils peuvent être vus comme des figurants qui permettent à Maduro de dire qu'il a des adversaires, mais sans la MUD, aucun d'eux n'a de chance. ». Celui-ci ajoute qu'« Il s'agit de garantir une élection sur mesure pour Maduro, à la carte. Cela reste un scrutin sans l'opposition qui lui fait concurrence, cela ne change pas. C'est un montage pour que cela ressemble à une élection démocratique ». Félix Seijas, directeur de l'institut de sondages Delphos, abonde dans le même sens et ajoute que « Les garanties négociées sont des éléments cosmétiques ».
Pour Christophe Ventura, chercheur à l'IRIS, « l'opposition a toujours eu recours à ce genre d'allégations [de fraudes], mais les élections au Venezuela sont propres et honnêtes ».

## Système électoral
Le Venezuela est une démocratie multipartite. Le président de la République est élu au suffrage universel avec un mandat de six ans, renouvelable sans restriction ; l'élection s'effectue au scrutin uninominal majoritaire à un tour.

## Candidatures

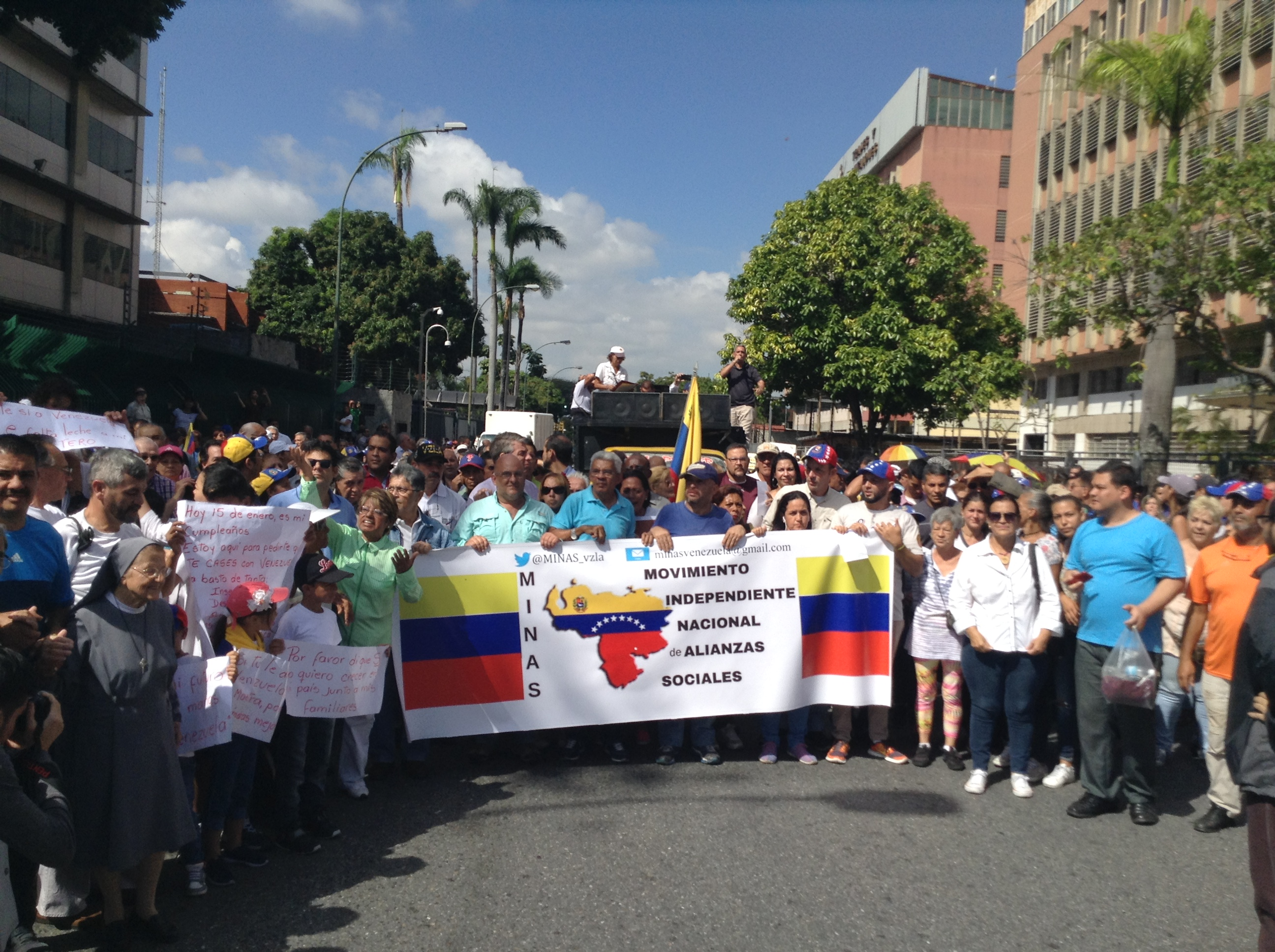
Marche en soutien à la candidature de Lorenzo Mendoza, le 15 janvier 2018.

### Validées

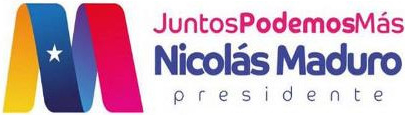
Logo de la campagne de Nicolás Maduro.

Le 28 novembre 2017, le vice-président, Tareck El Aissami, annonce que Nicolás Maduro se présente à la présidentielle,. Le 2 février 2018, sa candidature est officialisée. En février 2018, il lance un nouveau mouvement politique, baptisé Somos Venezuela. Il dépose sa candidature le 27 du même mois.
L'ancien gouverneur de l'État de Lara, Henri Falcón, a également déclaré sa candidature,. Pour Jean-Jacques Kourliandsky, chercheur à l'IRIS et spécialiste du sous-continent sud-américain, « La coalition de l’opposition est très composite et Henri Falcon a toujours manifesté une certaine indépendance. Il a un profil relativement médiatique. Les différentes familles du centre gauche pourraient se retrouver en lui. C’est possible qu’il fasse un résultat honorable ». Pour la politologue Francine Jacome, Falcón « pourra attirer quelques [suffrages] d'opposants, mais son impact sera minime ». Pour Andrés Cañizalez, expert en communication politique, « Sa manœuvre est risquée, il va essayer de former un centre politique distinct du chavisme et de l'opposition radicale en cherchant aussi le soutien des ni-ni. Cela peut échouer. Le gouvernement a certainement besoin d'Henri Falcon. ». Pour l'analyste Luís Salamanca, celui-ci « est sur le déclin. Il pourra obtenir un certain nombre de voix, mais il va perdre tout prestige : on va le voir comme un figurant permettant à Maduro de dire que c'est une élection avec des concurrents ».
Le pasteur évangélique Javier Bertucci a lui aussi annoncé sa candidature.
Reinaldo Quijada, ancien chaviste, a également présenté sa candidature.

### Retirées
L'entrepreneur Lorenzo Mendoza renonce à participer au scrutin.
L'opposant Claudio Fermín a également déclaré sa candidature. Le 22 février 2018, il se retire finalement.
Pour sa part, Henry Ramos Allup, dirigeant de l'Action démocratique, a également exprimé son intérêt pour une candidature, mais il ne s'est cependant pas présenté, après la décision de la MUD de boycotter le scrutin.
Francisco Visconti se présente lui aussi puis retire sa candidature au dernier moment.
Luis Alejandro Ratti a également déclaré sa candidature, puis retire sa candidature en faveur d'Henri Falcón.

### Empêchées
Le quotidien espagnol El País, dans son Edicíón América du 25 mai 2018, écrit : « Pour pouvoir gagner, Maduro a dû écarter de son chemin ses deux rivaux de plus grande envergure : Leopoldo López, qui accomplit une peine de prison domiciliaire de 10 ans, et Henrique Capriles Radonski qui fut interdit de participation par une décision de la Contraloría General de la République. Tous deux le dépassaient amplement dans les préférences de l'électorat.».

## Campagne électorale

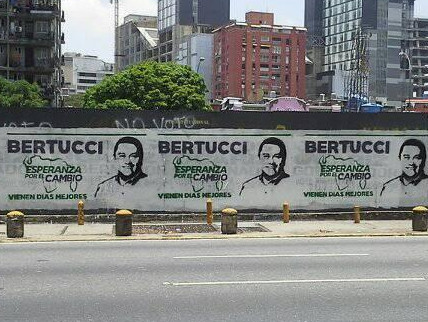
Affiches de campagne de Javier Bertucci.

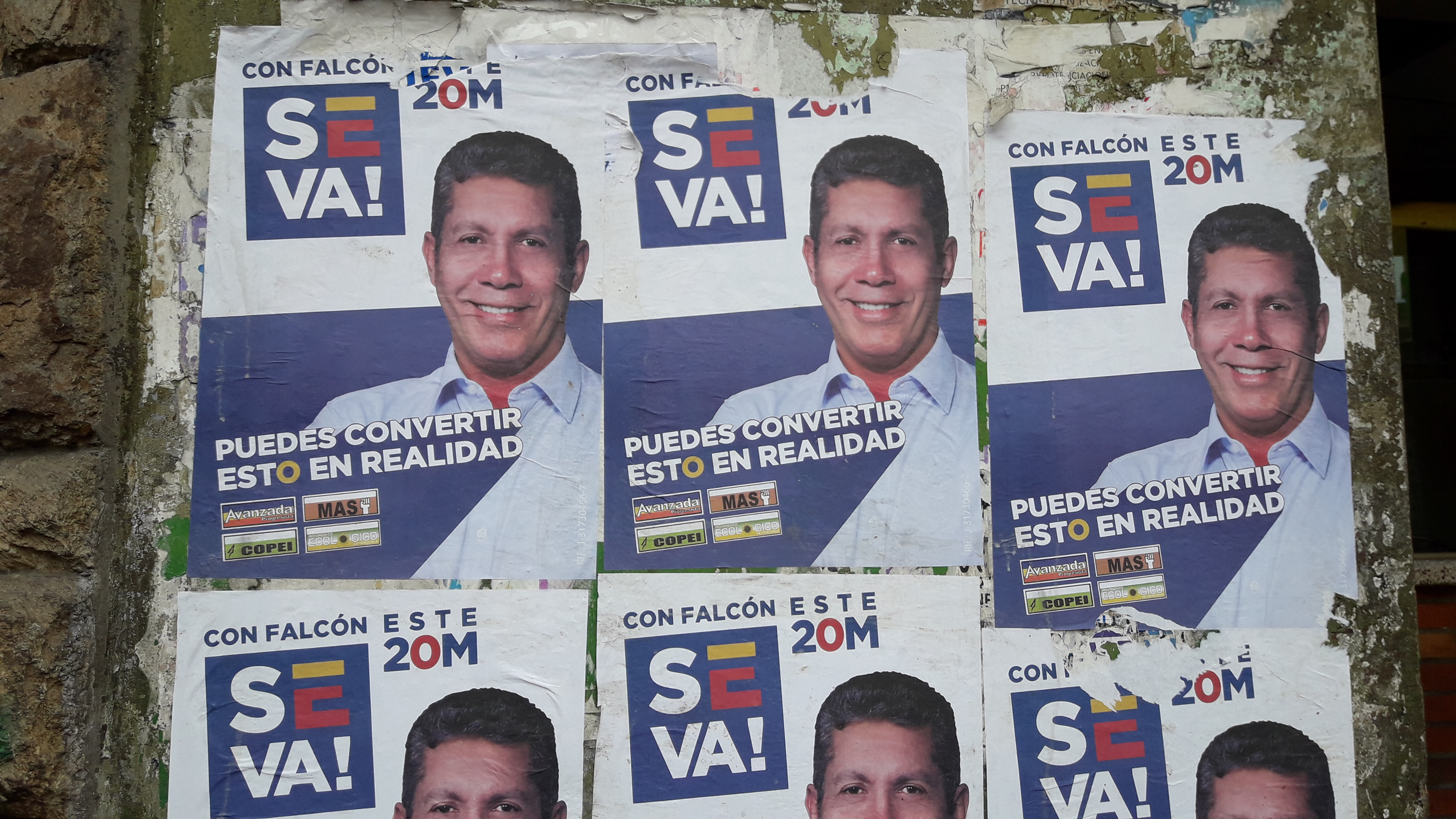
Affiches de campagne d'Henri Falcón.

La Table de l'unité démocratique et des anciens chavistes s'allient pour former le Front Amplio, et annoncent une manifestation pour le 17 mars 2018.
Les membres de l'équipe de campagne d'Henri Falcón sont agressés par deux fois lors de la campagne électorale par des partisans des milices progouvernementales : le 24 mars, des membres de l'équipe de campagne du candidat sont agressés lors d'un meeting et le 3 avril, le député de l'opposition Teodoro Campos, chargé de la sécurité du candidat, est également agressé. Celui-ci promet d'adopter le dollar américain.
Pour sa part, Nicolás Maduro a promis des « récompenses » pour ceux qui iront voter. Par ailleurs, son parti a enregistré de nouvelles adhésions tandis que le gouvernement a distribué de la nourriture à prix subventionnés dans les quartiers populaires.
La campagne électorale, qui mobilise peu, se distingue par le faible nombre d'affiches électorales qui sont apposées.
María Corina Machado, l'une des dirigeantes de la tendance radicale de l'opposition, qualifie la candidature d'Henri Falcón de « répugnante et indigne ».

## Déroulement du vote

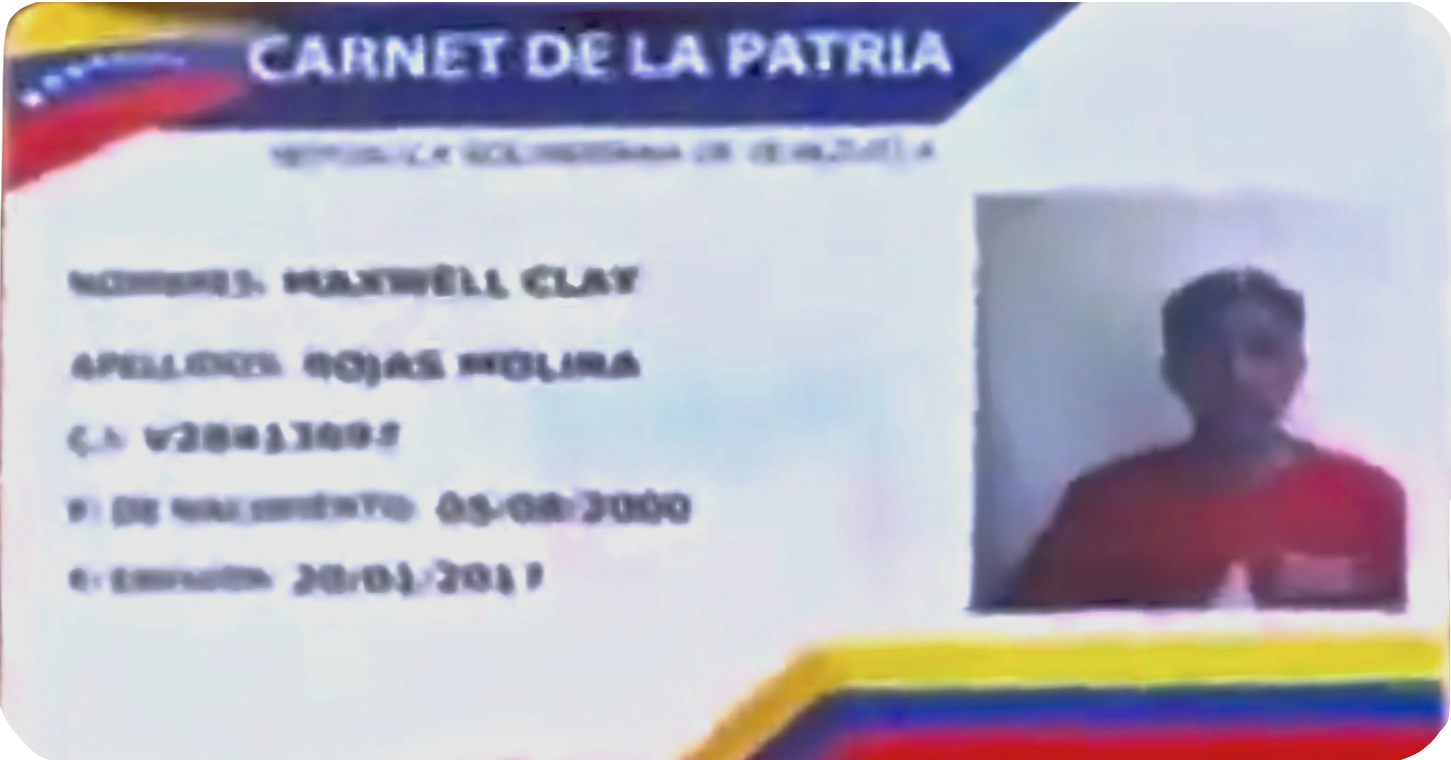
Un carnet de la Patrie

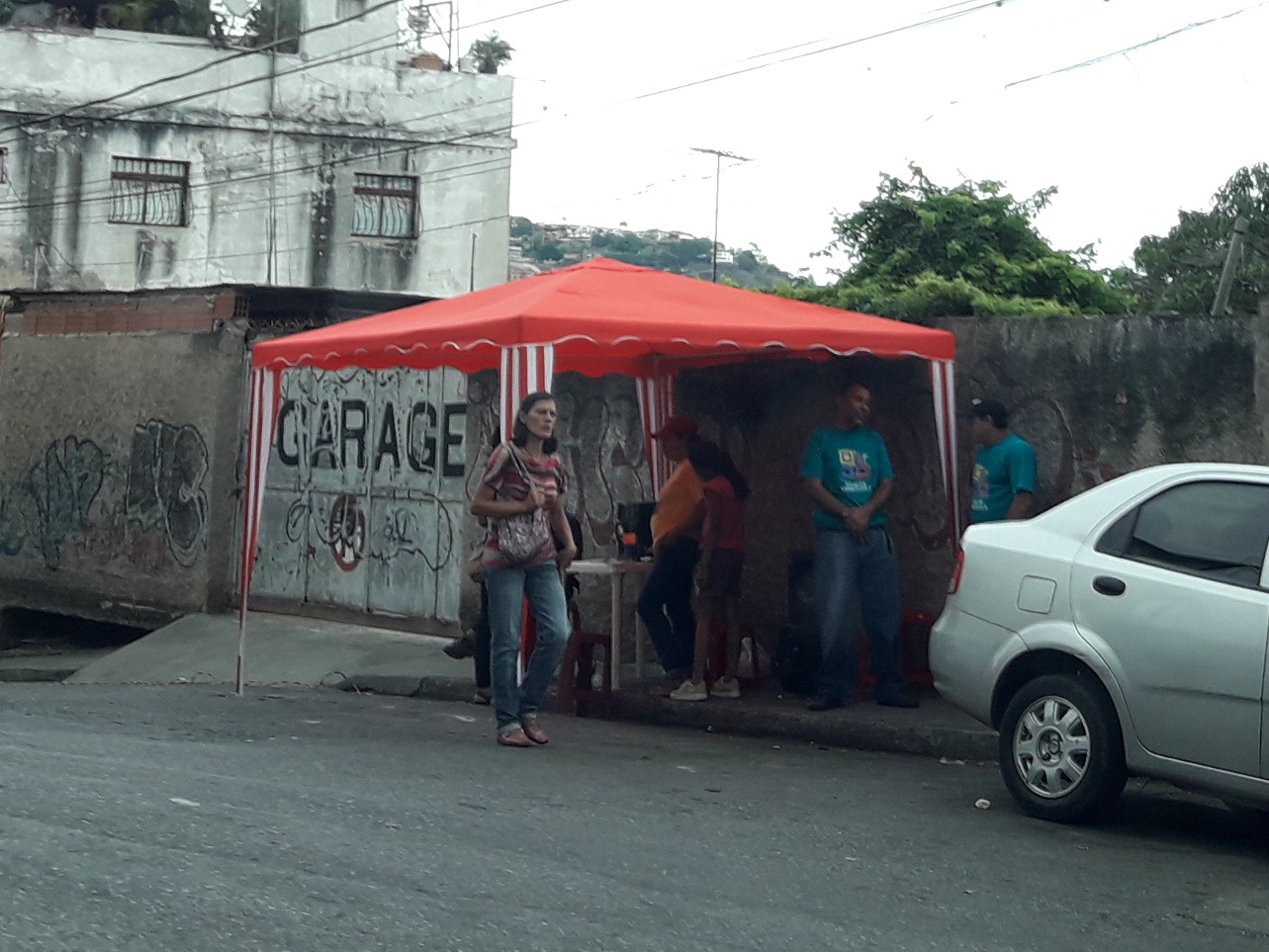
Un point rouge à la sortie d’un bureau de vote

Durant le vote, le mouvement Somos Venezuela, proche du président, a installé, en dépit de la décision du CNE d'interdire la pratique, des tentes de couleur rouges pour distribuer des primes aux citoyens ayant voté, pour recharger les carnets de la Patrie, même si ceux-ci ne sont pas exigibles pour voter, ce qui a été dénoncé par les deux principaux candidats de l'opposition. Le procédé a précédemment été utilisé lors des élections municipales vénézuéliennes de 2017. Pour le géographe Alain Musset, il s'agit d'une « menace implicite [...] : si vous n’allez pas voter, votre carnet ne sera pas renouvelé. Or, ce n’est pas rien pour des gens qui ont faim : Maduro a fait relever le salaire minimum de 95 % pour le porter à un 1 million de bolivars ; avec les bons, les gens peuvent arriver à 2,5 millions de bolivars par mois. Même s’il faut remettre les choses à leur place : un million de bolivars, c’est une boîte de thon de 140 grammes ».
De même selon Laurence Debray : « Il y a un chantage : les gens vont voter pour avoir de quoi manger ». Le carnet de la Patrie, instauré en janvier 2017,  est tamponné à la sortie du bureau de vote puis il est distribué une caisse de nourriture avec des aliments impossibles à trouver normalement.

## Résultats
| Candidats                | Candidats                | Partis                   | Voix       | %     |
| ------------------------ | ------------------------ | ------------------------ | ---------- | ----- |
|                          | Nicolás Maduro           | PSUV                     | 6 248 864  | 67,85 |
|                          | Henri Falcón             | COPEI                    | 1 927 958  | 20,93 |
|                          | Javier Bertucci          | EC                       | 989 761    | 10,75 |
|                          | Reinaldo Quijada         | UPP 89                   | 43 194     | 0,47  |
|                          |                          |                          |            |       |
| Votes valides            | Votes valides            | Votes valides            | 9 209 777  | 98,11 |
| Votes blancs et nuls     | Votes blancs et nuls     | Votes blancs et nuls     | 177 672    | 1,89  |
| Total                    | Total                    | Total                    | 9 387 449  | 100   |
| Abstention               | Abstention               | Abstention               | 11 139 529 | 54,27 |
| Inscrits / participation | Inscrits / participation | Inscrits / participation | 20 526 978 | 45,73 |

## Conséquences
Nicolás Maduro remporte 67,8 % des voix contre 19,9 % à son principal adversaire, Henri Falcón, qui rejette le processus électoral, dénonce des irrégularités et réclame l'organisation d'un nouveau scrutin. Il attribue également son échec au comportement d'une partie de l'opposition, déclarant : « Aujourd’hui il est clair que cet appel à l’abstention a fait perdre une occasion extraordinaire de mettre un terme à la tragédie que vit le Venezuela. » Le taux de participation est de 46,1 % selon les résultats officiels. Une source du CNE a pour sa part affirmé qu'à la clôture des bureaux de vote, le taux de participation était de 32,3 %. Dans les deux cas, il s'agit du plus faible taux de participation de l'histoire du pays pour une élection présidentielle.
Arrivé en troisième position avec 11 % des suffrages, le pasteur conservateur Javier Bertucci admet pour sa part sa défaite : « Les gens qui ont voté ont voté, on ne peut pas dire que le résultat n’est pas le produit du vote. »
L'Union européenne, dénonçant « des obstacles majeurs à la participation des partis politiques de l'opposition et de leurs dirigeants », ainsi que « de nombreuses irrégularités signalées le jour du scrutin, y compris l'achat de votes », prévoit de nouvelles sanctions. Le 21 mai, le président américain Donald Trump impose de nouvelles sanctions économiques au pays.
Le 24 mai 2018, Maduro prête serment pour un deuxième mandat devant l'Assemblée nationale constituante. Son mandat doit débuter le 10 janvier 2019. Pour l'analyste Luis Vicente León, « le président avance la prestation de serment car il ne veut pas laisser de vide d'ici janvier. Il a besoin de se donner une légitimité dans ce processus, même s'il s'agit de la légitimité chaviste ».
Le 1er juin 2018, Maduro ordonne la libération de 40 détenus, parmi lesquels Daniel Ceballos, ex-maire de San Cristobal, qui ne peut néanmoins plus utiliser les réseaux sociaux pour communiquer et a interdiction de quitter le pays. 40 autres sont libérés dans la foulée. Pour Luís Salamanca, « Maduro sait que sa réélection le place dans une situation quasiment sans retour dans le rôle d'un dirigeant autoritaire. Il cherche à combattre cette image et à apparaître comme bienveillant ».
Le 13 juin 2018, le Tribunal suprême de justice rejette un recours de Falcón contre les résultats de l'élection.

## Analyse
Selon Alain Musset, directeur de recherches à l'École des hautes études en sciences sociales, le faible taux de participation, qui fait que l'objectif de légitimer Maduro est « raté », montre « à quel point la base du chavisme est rétrécie. C'est le résultat du désastre économique et de la manière de gouverner par la force. S'il n'y a plus de manifestations aujourd'hui au Venezuela, ce n'est pas parce que les gens en ont moins marre, mais parce que la répression perpétrée par l'armée et par des milices armées est extrêmement violente ». Cependant, selon lui, ceci ne profite pas à l'opposition puisque celle-ci « n'est pas forcément très populaire : elle est l'héritière de l’ancienne classe dirigeante qui s’est goinfrée des richesses du Venezuela ».